# Kristjan Horžen
Kristjan Horžen (født 8. december 1999 i Novo Mesto, Slovenien) er en slovensk håndboldspiller som spiller for VfL Gummersbach og Sloveniens herrehåndboldlandshold.
Han deltog under EM i håndbold 2020 i Sverige/Østrig/Norge.